# 渡辺和洋
渡辺 和洋（わたなべ かずひろ、1976年（昭和51年）5月15日 - ）は、フジテレビのアナウンサー。

## 略歴
- 静岡県三島市育ち[2]（大阪府豊中市生まれ）。
- 日本大学三島高等学校卒業後、1年の浪人を経て、成城大学法学部法律学科に入学[2]。1年留年している。 同期のゼミ生に山口もえがいる。
- 大学在学中に司法書士事務所でアルバイトをしていた。
- 大学1年生（20歳）の頃に、『第9回ジュノン・スーパーボーイ・コンテスト』に応募する。当時のプロフィールは身長175cm、体重58kgで、読者投票は第4位（8602票）だった[3]。のちに審査員特別賞を受賞する。
- 大学在学中にフジテレビ、TBSなどの入社試験を受けるも、不合格に終わる。また、留年も確定する[4]。
- 2001年、日本テレビの内定を断り、フジテレビ入社。以来、バラエティ番組中心に出演。
- 2025年7月10日付けで、コーポレート本部 アナウンス局部長に就任した。[5]

## 人物
- 主な愛称は「カズ」、「フジテレビのカズ」、「FNS系列のカズ」である。
- 小学校3年生から高校を卒業するまでの間、サッカー部に所属していた。大学時代はサッカーサークルに所属していた。
- 入社以来、イケメンアナとして人気になり、『an・an』（マガジンハウス）などの若い女性が選ぶ人気男性アナウンサーランキングでは安住紳一郎（TBS）、羽鳥慎一（日本テレビ）についで第3位を獲得（2007年）。しかし、女性スキャンダルが判明した2008年はその影響でランク外だった。
- 愛煙家でヘビースモーカーである。逆に、下戸で酒は飲めない（番組内で「お酒は一滴も飲めない」と公言したほど）。好きな飲み物はコーラ。
- 2007年5月に大学時代から交際してきた一般人の女性との結婚を発表。同年7月7日に結婚。披露宴ではコブクロの「永遠にともに」をピアノ弾き語りで披露した。
- 2008年7月に不倫、局内の費用を不正使用したなどの報道がなされ一時、担当番組を降板。以降は各地を出向したことがある。
- 2011年9月、第一子、誕生。その後、第二子、誕生。

## 現在の担当番組
- サン!シャイン（月 - 水・金曜日情報プレゼンター、2025年4月 - ）
- 週刊フジテレビ批評（2018年4月7日 - ）MC
- スポーツ中継（サッカー）
- 新しいカギ（「はこね男子プレゼンツ 箱根ソープウェイ選手権」週替わり実況→「ぶらり途中下車しない旅」実況、2022年1月29日 - ）
- プライムオンラインどようび（2024年10月5日 - ）

## 過去の担当番組
レギュラー番組
- めざましどようび（放送開始当初、芸能コーナーを担当。2006年10月7日から2008年3月29日までスポーツコーナー、報道センターからのニュース担当）[6]
- 土曜LIVE ワッツ!?ニッポン
- プロ野球ニュース#主な試合結果報告アナウンサー（第2期・CS時代）（フジテレビ739）
- 自信回復TV 胸はって行こう!（2002年）
- 世界ゴリッパですね!!
- HEY!HEY!HEY! MUSIC CHAMP（エンタメHEADLINE、出演時は"KAZ"名義）
- う!ウマいんです。（計3回出演レポーター）
- 子育てれび
- スタ☆メン（関西テレビと共同制作）
- 晴れたらイイねッ!Let'sコミミ隊
- アパッチナイトフジ
- 地元発信! 東京ジモティ
- ジャンプ!○○中
- 笑っていいとも!関連
  - 森田一義アワー 笑っていいとも! - （2003年10月 - 2008年9月、水曜日担当）
    - 『テレフォンアナウンサー』としてはロングランであった。

  - 笑っていいとも!増刊号
    - ナレーション（テレフォンアナウンサー降板後、鈴木芳彦アナウンサーと週代わりで担当）
- 限定品コラボネーゼ - 支配人
- アナ★バン!
- めざましテレビ - スポーツコーナー 木・金曜担当（2006年10月5日 - 2008年9月26日）
- 感動ファクトリー・すぽると!&ニュース  - メインキャスター（2004年4月 - 2004年9月）
- すぽると!（土・日担当、2003年4月 - 2005年3月、2008年4月5日 - 2009年3月29日）
- 知りたがり!（情報キャスター、2010年3月29日 - 2013年3月29日）
- 捨てる恋あれば拾う恋あり
- ラブリームービー いとしのムーコ シーズン1 - 獣医役
  - 「ノンストップ!」（2013年7月29日 - 2013年12月23日）月曜日に放送
- とんねるずのみなさんのおかげでした（2016年8月18日） - モジモジくん夏の女子アナ祭り進行
- 情報プレゼンター とくダネ! （プレゼンター、2013年4月～2014年）
- FNNレインボー発（シフト勤務キャスター、土曜日、2013年7月 - 2014年3月）
- 新・週刊フジテレビ批評(2014年4月5日〜2018年3月31日)
- サッカー日本代表TV
- フジアナスタジオ まる生 男おばさんJr→ハンサム部
- 超逆境クイズバトル!!99人の壁（隔週実況）
- S-PARK（ニュースキャスター、（2021年8月28日、9月11日、9月18日、10月2日、10月10日、10月16日、10月30日、11月13日、11月20日、12月4日、12月18日、12月25日、2022年1月15日、2月19日、3月5日・12日、4月16日・30日）
- BSフジニュース（2021年4月7日 - 2022年3月、隔週水曜）
- ポップUP!（「小田切ヒロの逆転‼開運メイク」MC、2022年4月4日 - 12月19日）
- 週刊 プライムオンラインS（キャスター、2022年4月9日 - 2024年9月）
- BSフジLIVEプライムニュース（ニュース）（2021年4月7日 - 2024年9月、隔週水曜→水曜）
- ノンストップ! [7]
  - （月 - 金曜日プレゼンター、2012年4月2日 - 2013年3月29日・2016年10月3日 - 2018年9月28日）
  - （水 - 金プレゼンター、2013年4月1日 - 2016年9月30日）
  - （月・火・金プレゼンター、2018年10月1日 - 2020年9月25日）
  - （月・金曜日プレゼンター(タブロイド・ハンター)、2020年9月28日 - 2025年3月 ）
- めざまし8（木曜日情報キャスター、2024年9月30日 - 2025年3月）

スペシャル番組・ゲスト出演など
- FNNスーパー選挙王（2007年7月27日）
- プリンセス・ダイアナ最後の瞬間（2007年9月7日）
- FNS27時間テレビ
  - FNS ALLSTARS 27時間笑いの夢列島（2001年7月22日、提供読み）
  - FNS27時間テレビ めちゃ×2オキてるッ! 楽しくなければテレビじゃないじゃ〜ん!!

（笑っていいとも!増刊号）
  - FNS ALLSTARS あっつい25時間テレビやっぱ楽しくなければテレビじゃないもん!

（テレビヤの種『アナウンサーにバカはいらん!』 、笑っていいとも!増刊号）
  - FNS26時間テレビ 国民的なおもしろさ!史上最大!!真夏のクイズ祭り 26時間ぶっ通しスペシャル

（インフォメーションアナウンサー）
  - FNS27時間テレビ みんな“なまか”だっ!ウッキー!ハッピー!西遊記!

（インフォメーションアナウンサー、目指せストライク!天竺ボウリング　実況）
※番組の途中に放送された『FNNスーパー選挙王』では、途中で『27時間テレビ』のスタジオを抜け出し、『スーパー選挙王』のスタジオでニュースを読んだ。なお、当初『スーパー選挙王』は第21回参議院議員通常選挙投開票日の7月22日に放送予定だったが、国会延長に伴い投開票日が1週間遅れたため、『27時間テレビ』とぶつかってしまった。これにより、7月28日から29日までの間、渡辺は29時間半連続でフジテレビの番組に出演したことになる。
  - FNS27時間テレビ!! みんな笑顔のひょうきん夢列島!!

（『生さんタク』進行）
  - FNSの日26時間テレビ 2009 超笑顔パレード 爆笑!お台場合宿!!

（『いかだマラソン』中継担当）
- 笑っていいとも!スペシャル
  - 笑っていいとも!特大号（2003年 - 2007年、毎年12月）2007年は「そっくりものまね歌合戦」の進行も担当。
  - 笑っていいとも!2007春の祭典SP（2007年、進行担当）
- 新春かくし芸大会（2006年1月1日・第43回 - 。第43回「ヤングマン コロシアム」、第44回「中国獅子舞」黄色獅子舞頭担当）
- お台場明石城「芸リー」（2006年1月23日、秘書）
- 世界の絶景100選（2004年1月31日放送分のみ、進行担当）
- ネプリーグ秋の2時間スペシャル（2006年10月2日、フジテレビチーム）
- 人志松本のすべらない話ザ・ゴールデン（観覧スタジオ進行担当）
- サッカー小僧（選手と観覧車一周デートのコーナー）
- たけしの日本教育白書
- 登龍門ヒットパレード（レポーター）
2005年1月1日深夜の『CDTVスペシャル』はフジテレビから出演
- TV☆Lab（「カンジルココロマスター」、「クイズグランプリ2006」、「ココロノツボ」）
- あんみつ姫（2008年1月6日、ハナカミ王子役）
- タカアンドトシのどぉーだ!（北海道文化放送、2008年3月22日）
- めちゃ×2イケメンパラダイス学園（2008年4月、解答者ゲストとして）
- 刑事・鳴沢了〜東京テロ、史上最悪の24時間〜（2010年5月29日）
- 野球道 (フジテレビ系列)（かつてはスタジアムガイド（全国放送のみ）のみだったが、2010年11月7日放送の日本シリーズ第7戦はスポーツアナを差し置いて、ベンチリポーターを担当した）
- ポップUP!（2022年5月31日、佐野瑞樹欠席時の代行）

AKB48関連
- AKB48関連でフジテレビ独占放送のイベントには全て現場リポーターとして参加し、放送には欠かせない存在となっている。
  - AKB48第4回選抜総選挙生放送SP - (2012年6月6日、リポーター)
  - AKB48第5回選抜総選挙生放送SP - (2013年6月8日、リポーター)
  - AKB48じゃんけん大会～今夜新センター決定SP～ - (2013年9月18日、リポーター)
  - AKB48第6回選抜総選挙 現地・味の素スタジアムから地上波独占実況完全生放送SP - (2014年6月7日、リポーター)

## イベント
- お台場夢大陸「オマツリ男アナ9人衆」（PR隊）

## 同期入社
- 高島彩
- 福元英恵
- 森本さやか
- 森下知哉
- 川原浩揮（岡田浩揮）
- 冨田憲子